# جميع أطفال الله بحاجة إلى أحذية سفر (كتاب)
جميع أطفال الله بحاجة إلى أحذية سفر هو كتاب نُشر في عام 1986، وهو الكتاب الخامس في سلسلة السيرة الذاتية للشاعرة مايا أنجيلو، المؤلفة من سبعة مجلدات. يبدأ الكتاب بين عامي 1962 و1965 عندما بلغت أنجيلو عامها الثالث الثلاثون، وفيه تروي أنجيلو السنوات التي عاشت فيها في أكرا في غانا. اشتُقّ عنوان الكتاب من أغاني روحانية زنجية. يبدأ الكتاب حيث انتهت مذكرات أنجيلو السابقة «قلب امرأة» -بحادث سيارة مؤلم تعرض له ابنها غاي- وينتهي مع عودة أنجيلو إلى أمريكا.
تمسكت أنجيلو بتقليد السيرة الذاتية الأمريكية الإفريقية الذي استخدمته في سيرتها الذاتية الأولى «أعرف لماذا يغرد الطائر الحبيس» لتستمر في اتباع هذا النهج في جميع مذكراتها. قامت أنجيلو في الوقت نفسه بمحاولة متعمدة لتحدي الهيكل المعتاد للسيرة الذاتية من خلال نقد هذا النوع وتغييره وتوسيعه. كانت أنجيلو قد نضجت ككاتبة في الوقت الذي كتبت فيه «أحذية السفر» لدرجة أنها كانت قادرة على التلاعب بشكل العمل وهيكله. يتألف الكتاب من سلسلة من الحكايات المرتبطة بحسب الموضوع كما هو الحال في كتبها السابقة. تصور أنجيلو في كتابها معاناتها كوالدة لابن ناضج وكفاحها في موطنها الجديد.
تدرس أنجيلو العديد من المواضيع المدروسة في سيرتها الذاتية السابقة. على الرغم من أهمية موضوع الأمومة في هذا الكتاب، لكنها لا تطغى على النص كما هو الحال في بعض أعمالها الأخرى. حبكت أنجيلو سير الأحداث بين الأم والابن في نهاية الكتاب عندما تركت ابنها في غانا وعادت إلى أمريكا. وفقًا للعالمة ماري جين لوبتون فإن «استكشاف أنجيلو لهوياتها الإفريقية والإفريقية الأمريكية» هو موضوع مهم في كتاب «أحذية السفر». تتعرف أنجيلو في نهاية الكتاب على ما أسمته الباحثة دوللي ماكفيرسون «الوعي المزدوج» بالإضافة إلى التوازي والترابط بين الأجزاء الأفريقية والأمريكية في تاريخها وشخصيتها. بقيت العنصرية موضوعًا مهمًا في كتبها؛ لأنها ما زالت تتعلم عن العنصرية وعن نفسها، كان موضوع الرحلة والإحساس بالمنزل أحد المواضيع المهمة الأخرى في هذا الكتاب. حافظت أنجيلو على التقاليد الأمريكية الإفريقية لقصص الرقيق وعلى أسلوب سيرتها الذاتية. ركزت هذه المرة على «محاولة العودة إلى الوطن» أو على الاندماج في الثقافة الأفريقية التي تجد أنها غير قابلة للتحقيق.
تلقى كتاب «جميع أطفال الله بحاجة إلى أحذية سفر» استقبالًا متفاوتًا من النقاد، لكن معظم تقييماتهم كانت إيجابية.

## العنوان
اشتُقّ عنوان الكتاب وفقًا لأنجيلو من الموسيقى الروحية. ذكرت الباحثة الأمريكية الإفريقية ليمان ب. هاغن أن العنوان يأتي من مسرحية «جميع سكان تشيلون يملكون أجنحة» الروحية وهي «مرجع ذكي لأنجيلو» نسبةً إلى بحثها المستمر عن وطن بينما تدرك أين هو «موطننا النهائي». يُظهر العنوان حب أنجيلو للروحانيات الإفريقية الأمريكية والشعور العميق بالدين الذي يظهر في جميع أعمالها. تجد الناقدة ماري جين لبتون أن وجود كلمة سفر في العنوان هادف لأنها تؤكد على موضوع الرحلة وهو أحد أهم موضوعات أنجيلو في الكتاب. يساهم العنوان كما في مجلدات أنجيلو السابقة في الحبكة والموضوعات التي تتناولها.